# Deutsche Feldhandball-Meisterschaft 1951
Die Deutsche Feldhandball-Meisterschaft 1951 wurde in einem Ausscheidungsturnier mit Gruppenphase zwischen dem 19. Mai und dem 1. Juli 1951 ausgespielt; das Turnier war die zweite vom DHB ausgerichtete Meisterschaftsrunde im Feldhandball der Männer.
Das Endspiel fand am 1. Juli 1951 vor 18.000 Zuschauern auf dem Hamburger Rothenbaumplatz statt. Neuer Deutscher Meister wurde die SV Polizei Hamburg, die in dieser Saison bereits die Hallenmeisterschaft gewonnen hatte. Die Sportvereinigung der Hamburger Polizei nahm beim 12:4 gegen den THW Kiel, damals noch unter dem Namen TV Hassee-Winterbek, erfolgreich Revanche für die knappe Finalniederlage im Vorjahr gegen denselben Gegner.
Nach den Meisterschaften 1941 und 1943 war dies der dritte Titelgewinn der Hamburger auf dem Großfeld.

## Modus
Gegenüber der ersten DHB-Meisterschaftsendrunde des Vorjahres verdoppelte der DHB das Teilnehmerfeld: Die folgenden 16 Vereine hatten sich über die Regionalmeisterschaften 1951 zur Teilnahme an der Endrunde qualifiziert:
Norddeutsche Meisterschaft:
1. SV Polizei Hamburg (Deutscher Meister (Halle) 1951)
2. THW Kiel (TV Hassee-Winterbek; Titelverteidiger)
3. Polizei SV Kiel
4. SV Rot-Weiß Braunschweig

Westdeutsche Meisterschaft:
1. RSV Mülheim

VfL Gummersbach
SV Bayer 04 Leverkusen
TuS 04 Rheinhausen
Südwestdeutsche Meisterschaft:
1. TSG Haßloch

SV Grün-Weiß Obermendig
Süddeutsche Meisterschaft:
1. TC Frisch Auf Göppingen

TSV Rot 05
SV Harleshausen
ESV Freilassing
Berliner Meisterschaft:
1. Berliner SV 1892
2. SC Rehberge

Diese Mannschaften ermittelten zunächst in einer einfachen Ausscheidungsrunde die Teilnehmer an der Gruppenphase. Die dabei siegreichen acht Mannschaften spielten anschließend in zwei Gruppen um die Qualifikation der Gruppensieger für das Finalspiel. Platzierungsspiele wurden nicht durchgeführt.
Die Spieldauer betrug 2 × 30 Minuten; bei Gleichstand nach regulärer Spielzeit wurden die Spiele in der Verlängerung (2 × 10 Minuten) entschieden.

## Turnierverlauf
Die favorisierten Mannschaften gewannen in der Ausscheidungsrunde ihre Spiele durchweg, lediglich der THW Kiel hatte beim SC Rehberge in Berlin hart zu kämpfen und konnte das Spiel erst in der Verlängerung knapp für sich entscheiden.
In der Gruppenphase zeigte sich dann die Überlegenheit der norddeutschen Mannschaften ganz deutlich; der THW Kiel gewann seine Spiele souverän, als noch überzeugender erwies sich aber die Polizei-Spielvereinigung aus Hamburg, die ihre Gegner regelrecht deklassierte. Und die Hamburger „Polizisten“ konnten ihre Überlegenheit bis ins Endspiel konservieren; auch der THW Kiel hatte – anders als in der Vorsaison – dem Sturmdrang der Hamburger nichts entgegenzusetzen; beim 6:0 nach 18 Minuten war das Spiel bereits faktisch entschieden.

### Ausscheidungsrunde
19. Mai
RSV Mülheim – SV Rot-Weiß Braunschweig: 18:7
TSG Haßloch – ESV Freilassing: 15:13
SC Rehberge – THW Kiel: 14:15
VfL Gummersbach – TSV Rot 05: 11:9
SV Grün-Weiß Obermendig – SV Polizei Hamburg: 0:15
SV Harleshausen – TuS 04 Rheinhausen: 14:12
TC Frisch Auf Göppingen – SV Bayer 04 Leverkusen: 11:7
Polizei SV Kiel – Berliner SV 1892: 11:9

### Gruppenspiele – Gruppe I
3. Juni
TSG Haßloch – RSV Mülheim: 7:7
THW Kiel – SV Harleshausen: 13:10
10. Juni
RSV Mülheim – SV Harleshausen: 12:6
THW Kiel – TSG Haßloch: 6:4
17. Juni
RSV Mülheim – THW Kiel: 8:9
SV Harleshausen – TSG Haßloch: 20:11
|    | Tabelle Gruppe I | Sp. | S | U | N | Tore  | Diff. | Punkte |
| -- | ---------------- | --- | - | - | - | ----- | ----- | ------ |
| 1. | THW Kiel         | 3   | 3 | 0 | 0 | 28:22 | +6    | 6:0    |
| 2. | RSV Mülheim      | 3   | 1 | 1 | 1 | 27:22 | +5    | 3:3    |
| 3. | SV Harleshausen  | 3   | 1 | 0 | 2 | 36:36 | 0     | 2:4    |
| 4. | TSG Haßloch      | 3   | 0 | 1 | 2 | 22:33 | −11   | 1:5    |

### Gruppenspiele – Gruppe II
27. Mai
TC Frisch Auf Göppingen – VfL Gummersbach: 11:6
3. Juni
VfL Gummersbach – SV Polizei Hamburg: 10:13
10. Juni
TC Frisch Auf Göppingen – Polizei SV Kiel: 8:4
SV Polizei Hamburg – Polizei SV Kiel: 11:7
17. Juni
SV Polizei Hamburg – TC Frisch Auf Göppingen: 21:7
Polizei SV Kiel – VfL Gummersbach: 8:7
|    | Tabelle Gruppe II       | Sp. | S | U | N | Tore  | Diff. | Punkte |
| -- | ----------------------- | --- | - | - | - | ----- | ----- | ------ |
| 1. | SV Polizei Hamburg      | 3   | 3 | 0 | 0 | 45:24 | +21   | 6:0    |
| 2. | TC Frisch Auf Göppingen | 3   | 2 | 0 | 1 | 26:31 | −5    | 4:2    |
| 3. | Polizei SV Kiel         | 3   | 1 | 0 | 2 | 19:26 | −7    | 2:4    |
| 4. | VfL Gummersbach         | 3   | 0 | 0 | 3 | 23:32 | −9    | 0:6    |

### Endspiel
1. Juli
SV Polizei Hamburg – THW Kiel: 12:4